# Aistulf
Aistulf (? – 756) var en langobardisk konge af Italien, der regerede fra 749 til 756. Han var desuden hertug af Friuli fra 744 og hertug af Spoleto fra 751. Han var søn af Pemmo, hertug af Friuli og yngre bror til kong Ratchis.
Efter at hans bror Ratchis var blevet langobardernes konge i 744, blev han hertug af Friuli. Og da Ratchis senere afstod kronen og gik i kloster, blev han selv konge. Aistulf fortsatte langobardernes ekspansive udenrigspolitik på bekostning af byzantinernes italienske besiddelser og Pavestaten. I 751 indtog han Ravenna, byzantinernes sidste vigtige bastion i Italien. Han truede Rom og krævede, at Pavestaten betalte kopskat.
Paverne, klemt og truet af langobarderne – og uden håb om undsætning fra byzantinerne, som Rom nominelt tilhørte, klagede i stedet deres nød til de karolingske rigshofmestre af Austrasien – de egentlige herskere over det frankiske kongedømme. Først opfordrede pave Gregor 3. Karl Martell til at intervenere, men han var for travlt optaget andetsteds og afslog. I 753 besøgte pave Stefan 2. Karl Martells søn Pipin den Lille, som med sin forgænger, pave Zacharias' velsignelse var blevet kronet til frankernes konge i 751. Som tak for den pavelige støtte og opbakning til sin kroning krydsede Pipin Alperne, besejrede Aistulf og tilbagegav pavestaten de områder omkring Rom, ducatus Romanus,  som Aistulf havde indtaget, foruden de tidligere byzantinske områder omkring Ravenna og ned langs kysten (Emilia-Romagna og Pentapolis) som Aistulf havde erobret fra Konstantinopel.
Aistulf døde under en jagt i 756. Han blev efterfulgt af Desiderius som langobardernes konge og af Alboin som hertug af Spoleto. Han havde da allerede givet Friuli til sin svoger Anselm, abbed af Nonantula, hvis søster Gisaltruda han havde giftet sig med, da han blev kronet i 749.